# Tipula (Sinotipula) aspersa
Tipula (Sinotipula) aspersa is een tweevleugelige uit de familie langpootmuggen (Tipulidae). De soort komt voor in het Nearctisch gebied.